# Acide métatartrique
L'acide métatartrique est une lactone polymère de composition variable obtenue via une réaction de déshydratation en chauffant de l'acide tartrique.

## Utilisation
C'est un régulateur d'acidité (numéro E353) ajouté au vin pour empêcher les précipitations de tartrates.